# Dacia Lodgy
A Dacia Lodgy é um monovolume do segmento C produzido pela fabricante francesa Renault e sua subsidiária romena Dacia desde 2012. Foi oficialmente revelado em conjunto por ambas as marcas no Salão do Automóvel de Genebra de 2012. O carro estava disponível apenas com volante no lado esquerdo desde o lançamento, com tração dianteira e uma escolha de modelos de cinco e sete lugares. O Lodgy é fabricado em uma nova fábrica da Renault em Tânger, no Marrocos.

## Visão geral

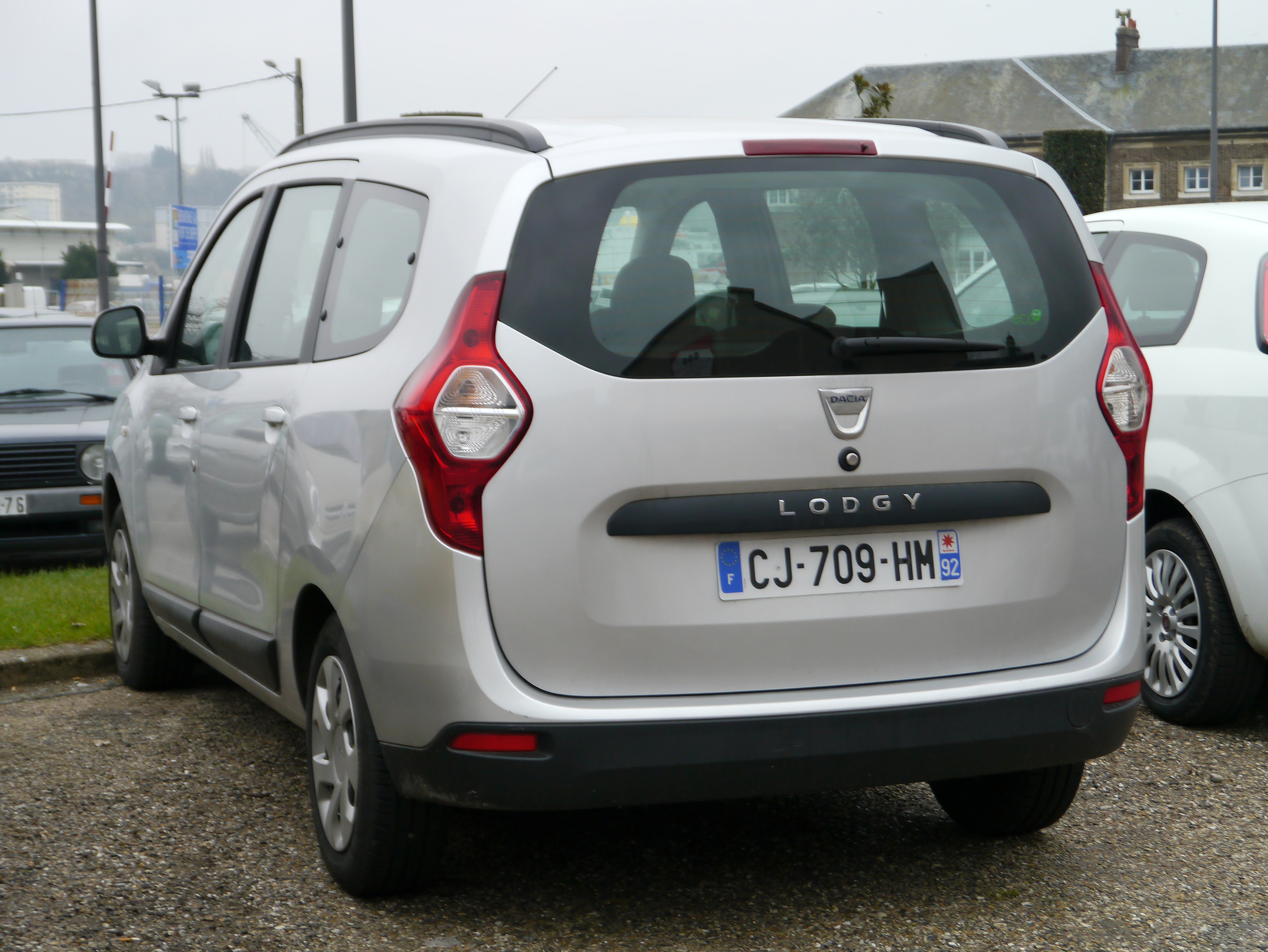
Vista traseira

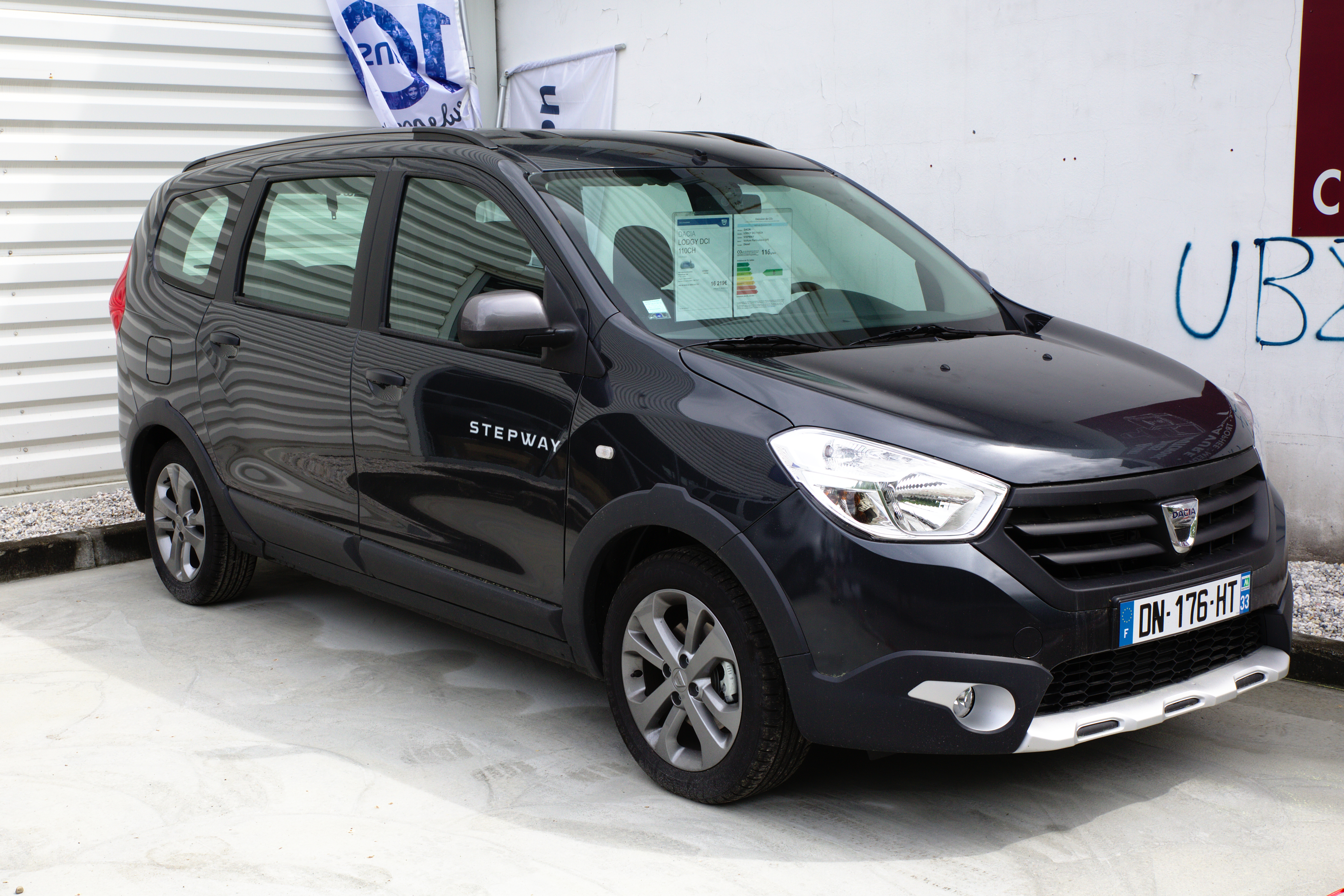
Lodgy Stepway

O Lodgy compartilha a plataforma Dacia M0 com os contemporâneos Dacia Logan, Dacia Sandero e Renault Symbol. Ele é equipado com uma escolha de motores de quatro cilindros: um diesel de 1,5 L (em duas variantes) e dois motores a gasolina, um aspirado de 1,6 L e um Energy TCe 115 turboalimentado de 1,2 L.
O Lodgy é o primeiro modelo Dacia a oferecer um limitador de velocidade, no nível Laureate, e um sistema de navegação com tela touchscreen de sete polegadas, como opção. Conectividade Bluetooth e USB, previamente introduzidas no Dacia Duster, também estão disponíveis.

### Índia
A Renault India lançou seu monovolume Lodgy em 9 de abril de 2015, a um preço base de Rs 8,19 lac. O Lodgy é oferecido em sete variantes, a saber: Lodgy std 85PS, Lodgy RxE 85PS, Lodgy RxL 85PS, Lodgy RxZ 85PS, Lodgy RxL 110PS, Lodgy RxZ 110PS oito lugares e Lodgy RxZ 110PS sete lugares.
Suas principais características exteriores incluem grade dupla, faróis inclinados para trás, faróis de neblina, destaques cromados, conjunto de lanternas traseiras contemporâneas, enquanto os principais destaques interiores são cabine espaçosa, janelas grandes, opção de sete e oito lugares, painel de instrumentos recém-projetado, sistema de infoentretenimento com tela sensível ao toque, assentos confortáveis e volante multifuncional com botões de controle de cruzeiro. Foi descontinuado na Índia em 2020.

## Lodgy Glace

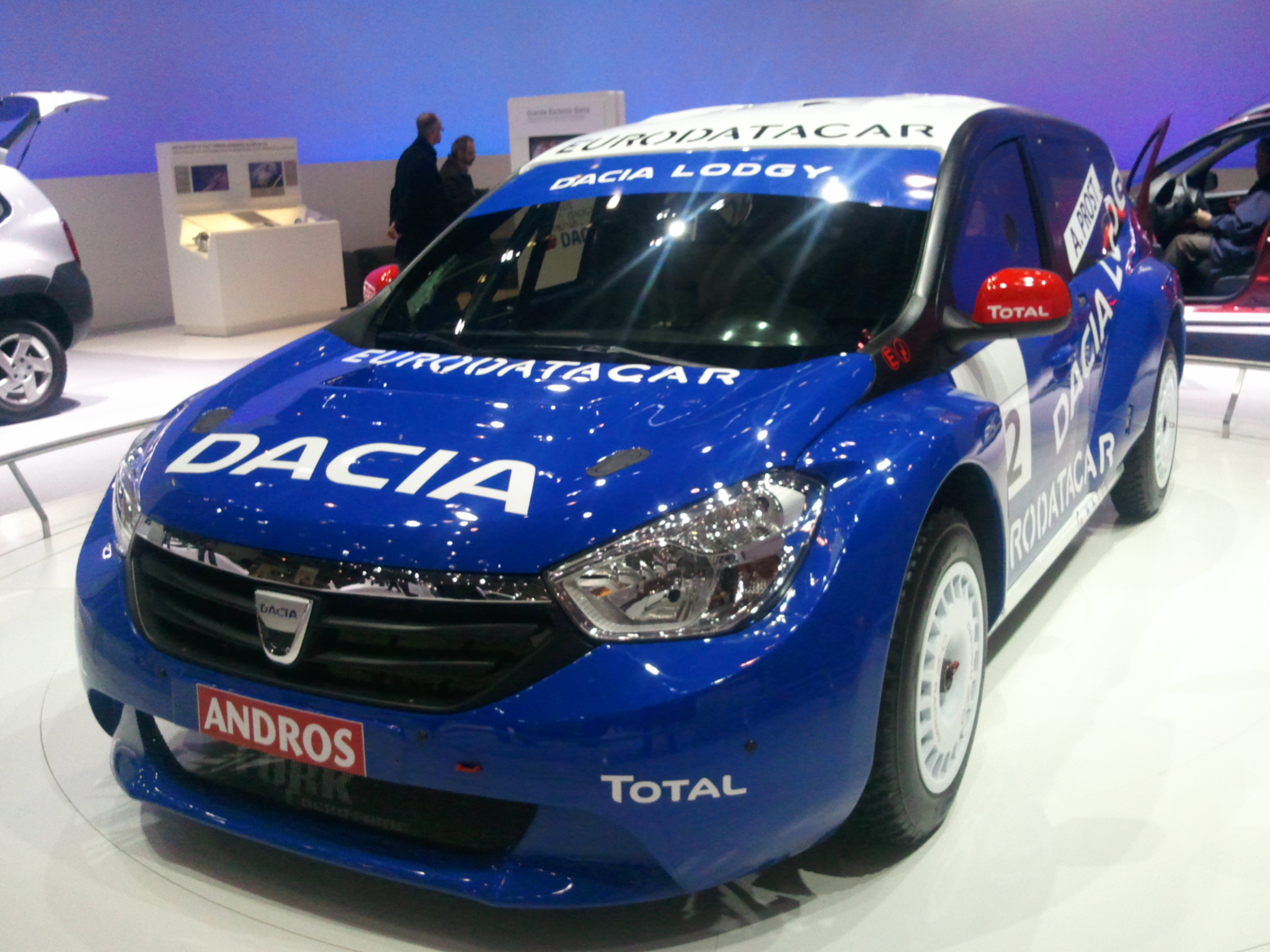
Lodgy Glace

Em novembro de 2011, a Dacia anunciou que participaria do Andros Trophy, revelando o novo Lodgy pela primeira vez, em uma versão de corrida no gelo chamada Lodgy Glace. Diferentemente da versão de produção, o Lodgy Glace apresentava um motor central traseiro, layout de tração nas quatro rodas e era movido por um motor V6 de 3,0 litros, que produzia 360 cv e 359 N⋅m de torque.
Dois modelos foram pilotados pelo pai e filho Alain Prost e Nicolas Prost, e o terceiro por Evens Stievenart. A equipe acabou vencendo a competição, com Alain Prost como o primeiro colocado, conquistando quatro vitórias e seis outros pódios.
As sete rodadas ocorreram em Vale Thorens, Andorra, Alpe d'Huez, Isola 2000, Lans-en-Vercors, Saint-Dié-des-Vosges e Super Besse. Foi o primeiro modelo de minivan a vencer a competição, e o segundo modelo da Dacia a competir no Andros Trophy, depois que o Duster participou das temporadas de 2010 e 2011.

## Segurança
O Lodgy para a Índia sem airbags e sem freios ABS recebeu 0 estrelas para ocupantes adultos e 2 estrelas para crianças pequenas do Global NCAP em 2018 (semelhante ao Latin NCAP 2013).